# South Hempstead
South Hempstead est une census-designated place du comté de Nassau, dans l'État de New York, aux États-Unis,. En 2020, elle compte une population de 3 406 habitants.